# The Very Best of Rainbow
The Very Best of Rainbow è una raccolta dei Rainbow, pubblicata nel 1997.
L'album raccoglie il meglio della produzione del gruppo fino all'album "Bent Out of Shape" del 1983.

## Tracce
1. Man on the Silver Mountain – 4:42 – (Ritchie Blackmore, Ronnie James Dio)
2. Catch the Rainbow – 6:27 – (Ritchie Blackmore, Ronnie James Dio)
3. Starstruck – 4:06 – (Ritchie Blackmore, Ronnie James Dio)
4. Stargazer – 8:26 – (Ritchie Blackmore, Ronnie James Dio)
5. Kill the King – 4:29 –   (Dio, Blackmore, Cozy Powell)
6. Long Live Rock 'n' Roll –  (Ronnie James Dio, Ritchie Blackmore)
7. Gates of Babylon – 6:49 –  (Dio, Blackmore)
8. Since You Been Gone – 3:25 –  (Russ Ballard)
9. All Night Long – 3:53 –  (Ritchie Blackmore, Roger Glover)
10. I Surrender – 4:10 –  (Russ Ballard)
11. Can't Happen Here – 5:09 –  (Ritchie Blackmore, Roger Glover)
12. Jealous Lover – 3:10 – (Joe Lynn Turner, Ritchie Blackmore)
13. Stone Cold – 5:19 –  (Ritchie Blackmore, Joe Lynn Turner, Roger Glover)
14. Power – 4:27 –  (Ritchie Blackmore, Joe Lynn Turner, Roger Glover)
15. Can't Let You Go – 4:24 –  (Ritchie Blackmore, Joe Lynn Turner, David Rosenthal)
16. Street of Dreams – 4:28 –  (Ritchie Blackmore, Joe Lynn Turner)

## Formazioni
- Ritchie Blackmore - Chitarra tutte
- Ronnie James Dio - Voce (tracce 1,2,3,4,5,6,7)
- Graham Bonnet - Voce (tracce 8,9)
- Joe Lynn Turner - Voce (tracce 10,11,12,13,14,15,16)
- Craig Gruber - Basso (tracce 1,2)
- Jimmy Bain - Basso (tracce 3,4)
- Bob Daisley - Basso (tracce 5,6,7)
- Roger Glover - Basso (tracce 8,9,10,11,12,13,14,15,16)
- Micky Lee Soule - Tastiere (tracce 1,2)
- Tony Carey - Tastiere (tracce 3,4)
- David Stone - Tastiere (tracce 5,6,7)
- Don Airey- Tastiere (tracce 8,9,10,11,12)
- David Rosenthal - Tastiere (tracce 15,16)
- Gary Driscoll - Batteria (tracce 1,2)
- Cozy Powell - Batteria (tracce 3,4,5,6,7,8,9)
- Bobby Rondinelli - Batteria (tracce 10,11,12,13,14)
- Chuck Burgi - Batteria (tracce 15,16)